# Рон Валоцкі
Рон Валоцкі (англ. Ron Walotsky; 21 серпня 1943 — 29 липня 2002) — американський художник-фантаст та творець зображень фентезі, який навчався в Школі візуальних мистецтв.
Народився в Брукліні, він розпочав довгу та плідну кар'єру, малюючи обкладинки книг і журналів, починаючи з номеру Фентезі & Сайнс фікшн у травні 1967 року. Його першою книжковою обкладинкою була книга «Життєвий вихід» Ваймена Ґуїна. Він продовжував робити кавери для Стівена Кінга, Енн Райс, Брюса Стерлінга, Роджера Желязни, Роберта Сільверберга, Джона Варлі та багатьох інших. Він також був дванадцять разів номінований на Чеслі Авардс. Деякі з його творів зібрано в Внутрішнє бачення: Мистецтво Рона Волоцкі (2000).
Валоцкі проілюстрував карти для колекційної карткової гри Magic: The Gathering. Рон Валоцкі також написав картину олією, яка буде використана як плакат для Дороті Дітріх, відомого фокусника та куратора Музею Гудіні в Скрентоні, штат Пенсільванія.